# Нижнесапашево
Нижнесапашево (баш. Түбәнге һапаш) — деревня в Кугарчинском районе Республики Башкортостан Российской Федерации. Входит в состав Ялчинского сельсовета.

## География

### Географическое положение
Расстояние до:
- районного центра (Мраково): 54 км,
- центра сельсовета (Ялчино): 2 км,
- ближайшей ж/д станции (Мелеуз): 32 км.

## Население
| 2002 | 2009 | 2010 |
| ---- | ---- | ---- |
| 303  | ↗313 | ↘296 |

## Религия
В деревне есть мечеть.